# Alberto Leanizbarrutia
Leanizbarrutia  Abaunza est un nom espagnol. Le premier nom de famille, en général paternel, est Leanizbarrutia ; le second, en général maternel, souvent omis, est Abaunza.
Alberto Leanizbarrutia Abaunza (né le 1er avril 1963 à Elorrio) est un coureur cycliste et dirigeant d'équipe cycliste espagnol. Coureur professionnel de 1985 à 1998, il a remporté le Tour de Vendée en 1988 et une étape du Tour du Pays basque en 1987. En 1991, il est le quatorzième coureur à terminer les trois grands tours durant la même année,,. Il a participé aux championnats du monde sur route avec l'équipe d'Espagne en 1991, 1992 et 1997. En 2005 et 2006, il a été directeur sportif de l'équipe Liberty Seguros.

## Palmarès

### Palmarès amateur
- 1982
  - Mémorial Etxaniz
- 1984
  - 2e de la Santikutz Klasika

### Palmarès professionnel
- 1986
  - 3e du Trophée Luis Puig
- 1987
  - 5ea étape du Tour du Pays basque
  - 4e étape du Trophée Joaquim-Agostinho
  - 3e du Circuit de Getxo
- 1988
  - Tour de Vendée
- 1990
  - Prologue du Tour de Cantabrie
  - 2e étape du Trophée Joaquim-Agostinho
  - 2e du Trophée Joaquim-Agostinho
- 1991
  -  Classement intergiro du Tour d'Italie
- 1993
  - 2e étape de Paris-Nice (contre-la-montre par équipes)
  - 3e de la Clásica de Alcobendas
- 1994
  - 2e de la Clásica de Alcobendas

## Résultats sur les grands tours

### Tour de France
4 participations
- 1991 : 39e
- 1992 : abandon (13e étape)
- 1993 : abandon (14e étape)
- 1994 : 102e

### Tour d'Italie
2 participations
- 1991 : 64e,  vainqueur du classement intergiro
- 1995 : abandon (15e étape)

### Tour d'Espagne
10 participations
- 1986 : 73e
- 1989 : 80e
- 1990 : 69e
- 1991 : 44e
- 1993 : 66e
- 1994 : 82e
- 1995 : 43e
- 1996 : abandon (18e étape)
- 1997 : 37e
- 1998 : 55e